# Bàybars II
Al-Màlik al-Mudhàffar Rukn-ad-Din Bàybars al-Jaixnkir —àrab: الملك المظفر ركن الدين بيبرس الجاشنكير, al-Malik al-Muẓaffar Rukn ad-Dīn Baybars al-Jāxnikīr—, més conegut simplement com al-Mudhàffar Bàybars o com Bàybars II, fou soldà mameluc bahrita o kiptxak del Caire (1309-1310).
Era un dels mamelucs del sultà Qalàwun, i fou nomenat ustadar (majordom) en el primer regnat d'An-Nàssir Muhàmmad ibn Qalàwun (1293/1294-1294/1295). El 1295 Kitbugha el va nomenar comandant de mil, i es va situar en posició molt favorable però al mateix temps també obtenia un bon lloc el seu rival Says al-Din Salar. El 1297 va pujar al tron Ladjin i els dos rivals estaven disposats a succeir-lo. Ladjin fou assassinat el 1299 i com a compromís es va posar al tron al jove al-Nasir Nasir-ad-Din Muhammad ibn Kalawun que va governar per segona vegada, ja que un tenia por de l'altra; van acceptar governar conjuntament en nom del sultà que només tenia 14 anys. El 1301 es van dictar ordenances rigoroses contra cristians i jueus.
Va combatre amb el soldà la invasió de l'Il-kan Mahmud Ghazan derrotant els invasors a la batalla de Marj al-Saffar o batalla de Shakhab (Shaqhab) el 1303; una revolta àrab a l'Alt Egipte dirigida per dos caps que es van fer dir Baibars i Salar, fou sufocada amb gran crueltat.
El 1309, Muhammad, cansat de la tutela dels dos homes, va abdicar i Baibars que tenia més mamelucs que Salar, va pujar al tron (abril de 1309). Muhammad es va retirar a la fortalesa de Kerak on va formar un exèrcit amb el que va prendre fàcilment el poder (per tercera vegada) el febrer del 1310, ja que Baybars II no tenia suport popular.
Baibars que havia regnat deu mesos i 24 dies, va fugir, però fou capturat i portat al Caire on fou executat (16 d'abril de 1310). Durant el seu govern l'economia d'Egipte estava molt malament i la situació en general fou dolenta; el sultà va rebre el nom de "Desgraciat de la Fe " (Rakin al-Din) en lloc de Rukn al-Din (Capdavanter de la Fe)